# NGC 5693
NGC 5693 é uma galáxia espiral barrada (SBd) localizada na direcção da constelação de Boötes. Possui uma declinação de +48° 35' 07" e uma ascensão recta de 14 horas, 36 minutos e 11,3 segundos.
A galáxia NGC 5693 foi descoberta em 13 de Abril de 1850 por William Parsons.